# Foolproof – Ausgetrickst
Foolproof – Ausgetrickst (Alternativtitel: Foolproof – Einbrechen, ausbrechen, abrechnen!) ist ein kanadischer Film aus dem Jahr 2003 mit Ryan Reynolds, Kristin Booth und Joris Jarsky in den Hauptrollen.

## Handlung
Kevin, Robert und Samantha kennen sich bereits seit ihrer gemeinsamen Studienzeit. Das Trio hat ein seltsames Hobby: In ihrer Freizeit planen sie hypothetische, narrensichere Einbrüche bei Banken oder andere Institutionen mit scheinbar unüberwindbaren Sicherheitssystemen, natürlich ohne jemals in Erwägung zu ziehen, einen dieser sorgfältig ausgearbeiteten Raubzüge wirklich in die Tat umzusetzen.
Als jedoch einer ihrer professionell ausgearbeiteten Pläne bei einem Einbruch in die Wohnung von Sam verschwindet und kurz darauf tatsächlich der Diamantengroßhändler Hamish genau wie im Plan beschrieben ausgeraubt wird, bekommen die drei ernsthafte Probleme.
Der Profiverbrecher Leo Gillette ist im Besitz der Pläne und der gestohlenen Diamanten. Er will das Trio dazu zwingen, Wertpapiere im Wert von 20 Millionen Dollar für ihn aus einem bestens abgesicherten Banktresor zu entwenden und durch Fälschungen zu ersetzen, damit der Diebstahl nicht sofort bemerkt wird.
Als sich Rob auch noch mit Leo anfreundet, kommt es zu Spannungen in der Gruppe. Doch da Leo sie erpresst, bleibt ihnen nichts anderes übrig, als den Diebstahl trotzdem gemeinsam durchzuführen. Es gelingt ihnen, an die Sicherheitscodes für den Safe zu kommen und die Wertpapiere auszutauschen.
Doch die Situation eskaliert, als Leo und Rob Kevin in einen Aufzug zwingen und diesen zum Absturz bringen. Sam versucht die Wertpapiere zurückzubekommen und erschießt dabei Rob. Daraufhin wird sie von Leo erschossen, der mit den Anleihen verschwindet.
Nur wenig später stellt sich heraus, dass die drei Freunde Leo ausgetrickst haben und ihren Tod nur vorgetäuscht haben. In Leos Waffe befanden sich Platzpatronen. Also Leo zu seiner Wohnung zurückkehrt, sieht er, dass die Bande ein Feuer gelegt hat, um Beweise gegen sie zu vernichten und Beweise gegen Leo für den letzten Einbruch zu platzieren. Leo wird verhaftet, während die Freunde in ihrem Auto wegfahren.

## Veröffentlichung
Der Film kam am 3. Oktober 2003 in Kanada, Irland und Großbritannien ins Kino. In den USA wurde er am 24. Februar 2004 und in Deutschland am 20. Juli 2004 direkt auf DVD veröffentlicht.
Am 12. August 2020 veröffentlichten Ryan Reynolds und der amerikanische Mobilfunkanbieter Mint Mobile kurzzeitig den Streaming Service mintmobileplus.com, auf dem ausschließlich der Filme Foolproof zu sehen war. Oberfläche, Logo und unterschiedliche Thumbnails für den gleichen Film ähnelten dabei stark dem Aussehen von Disney+. Zusätzlich gab es eine von Netflix inspirierte Top-10-Liste. Der Service war für eine Woche kostenfrei erreichbar und wurde anschließend wieder eingestellt.

## Deutsche Synchronfassung
Die deutsche Synchronbearbeitung entstand bei der FFS Film- & Fernseh-Synchron in München. Jan Odle schrieb das Dialogbuch und führte auch Dialogregie.
| Darsteller        | Deutscher Sprecher  | Rolle           |
| ----------------- | ------------------- | --------------- |
| Ryan Reynolds     | Benedikt Weber      | Kevin           |
| Kristin Booth     | Solveig Duda        | Sam             |
| Joris Jarsky      | Claus-Peter Damitz  | Rob             |
| Tara Slone        | Kathrin Gaube       | Maggie          |
| Wai Choy          | Daniel Schlauch     | Harry           |
| James Allodi      | Frank Röth          | Detective Mason |
| David Suchet      | Reinhard Glemnitz   | Leo Gillette    |
| David Hewlett     | Andreas Borcherding | Lawrence Yeager |
| Anthony J. Mifsud | Ole Pfennig         | Kenny           |